# Garib Mammadov
Garib Mammadov (en azerí: Qərib Məmmədov Şamil oğlu; 6 de enero de 1947 (78 años) es un biólogo, político, profesor azerbaiyaní, secretario académico del Departamento de Ciencias Agrarias de la Academia Nacional de Ciencias de Azerbaiyán (2011). Es un erudito y político azerbaiyaní que actúa como presidente del Comité Estatal de Tierras y Cartografía de Azerbaiyán.

## Biografía

### Información general
Mammadov Garib Shamil era aborigen de la comuna de Yeniyol, raión de Amasia, región de Ağbaba de la República Armenia. Su padre Mammadov Shamil Mamoy, y su madre Mammadova Masma Rajab. 
En 1965, Mammadov Garib finalizó exitosamente la escuela media en Amasia; y, en 1966 ingresó a la Facultad de Geografía-Biología, en el Instituto de Formación de Maestros del Estado de Azerbaiyán Archivado el 2 de noviembre de 2019 en Wayback Machine. V.I. Lenin, donde estaba una secretaria de la organización "Komsomol" y miembro de esa sociedad científica y estudiantil. En 1970, año después de graduarse del Instituto con honores, comenzó su actividad laboral como asistente de laboratorio en el Sector de Investigación Científica de Erosión, luego trabajó en el Instituto de Ciencias del Suelo y Agroquímica de ANAS consistentemente, en los siguientes puestos: 
- científico júnior (1972–1980);
- científico sénior (1980–1984);
- Jefe científico del Laboratorio (1984–1994);
- director del Instituto (1994–2000).

En 1979, HAC URSS le dio el grado académico de doctor en filosofía de ciencias agrarias, y en 1992 - Dr. Sci. Biol. en ecología, y también rango de profesor.
En 1966, Garib Mammadov fue elegido diputado de Milli Majlis (Parlamento) de la República de Azerbaiyán en la primera convocatoria. De 1997 a 2001 fue presidente del Comité Estatal de Tierras de la República de Azerbaiyán, y de 2001 a 2015, del Comité Estatal de Tierras y Cartografía. Desde 2004 es jefe del departamento de ciencia del suelo en la Facultad de Ecología y Ciencias del Suelo de la Universidad Estatal de Bakú. De 2011 a 2016, trabajó como académico - secretario del Departamento de Ciencias Agrarias en la ANAS. Desde 2016 - Asesor de Academia Nacional de Ciencias de Azerbaiyán (ANAS) para problemas agrarios. Está casado, y tiene dos hijos.

### Carrera
- 1978: defensa de la disertación de tesis de PhD "Agroecological characteristic and bonitation of pasturable soils of the Western part of the Mill steppe" (Característica agroecológica y bonificación de suelos pasturables de la parte occidental de la estepa de Molino).

- 1979-2013: se opuso a la disertación de autores de disertación de Moldavia, Bashkiria, Daguestán y Azerbaiyán sobre ciencias del suelo, ecología, biología, mejoramiento, especialidades de geografía en el Consejo para la protección de tesis doctorales del Instituto de Ciencias del Suelo y Agroquímica de la Academia Nacional de Ciencias de Azerbaiyán.

- 1979: la Alta Comisión de Atestación de la URSS premia a Mammadov Garib Shamil ogli con el grado científico de candidato de las ciencias agrícolas.

- 1980: dio conferencias en la Facultad de Geografía del Instituto de Profesores de Azerbaiyán de V.I.Lenin.

- 1980–1984: trabaja como asistente de investigación sénior del Instituto de Ciencias del Suelo y Agroquímica de AS de Azerbaiyán.

- 1984–1994: trabaja como jefe de laboratorio en el Instituto de Ciencias del Suelo y Agroquímica de AS de Azerbaiyán.

- 1991: defiende la disertación doctoral "Evaluación ecológica de suelos agrícolas y de montes de Azerbaiyán."

- 1992: la Alta Comisión de Certificación de la URSS otorga a G.Sh. Mammadov el grado científico de Dr. Sci. Biol. en "Ecología". El mismo año, la Alta Comisión de Atestación del Presidente de la República de Azerbaiyán lo premia como el único y primer profesor en el campo de la "Ecología" de la República.

- Desde 1993 hasta ahora actúa con científicos Los informes de los congresos "Energía, Ecología, Economía".

- En 1994, el Presidium de AS de Azerbaiyán lo nombra director del Instituto de Ciencias del Suelo, y Agroquímica de AS de Azerbaiyán. Además de director, fue al mismo tiempo Presidente del Consejo Académico y del Consejo Especializado para la protección de tesis doctorales.

- Desde 1994: miembro de pleno derecho y académico-secretario de la Academia Internacional de Ecoenergética.

- Entre 1994 a 1996, Mammadov fue experto en agricultura y miembro de la Comisión de Alta Atestación de la Presidencia de la República de Azerbaiyán.

- En 1995, fue elegido miembro de la Asamblea Nacional de la República de Azerbaiyán para el Raión de Khatai de Bakú.

- 1996-1998: diputado de Milli Mejlis (Parlamento) de la República de Azerbaiyán (primera convocatoria).

- En 1996: diputado electo de Milli Mejlis (Parlamento) de Azerbaiyán (primera convocatoria). Siendo diputado, fue miembro de la Comisión continua de Milli Majlis en cuestiones de ecología, y también miembro del Grupo Interparlamentario Azerbaiyán-China.

- En 1996 hace el informe: "Bases agroecológicas de la reproducción de las tierras degradadas y el modelo ecológico de la fertilidad del suelo de Azerbaiyán" en Adana, Turquía.

- 1997: por el Decreto N.º 627 del Líder Nacional, Sr. Presidente Heydar Aliyev es nombrado para el puesto de Presidente del Comité Estatal de Tierras de la República de Azerbaiyán.

- En 1997, viaje de negocios por la República Popular de China como participantes del grupo de miembros del Parlamento de Azerbaiyán.

- Desde 1998: miembro de la Comisión Estatal sobre cuestiones de fronteras.

- Desde 1998: presidente de la Fundación Ecología de H. Aliyev.

- En 1998, toma parte en los trabajos del XVI Congreso Internacional de Sociedad de Científicos de Suelos, en Montpellier (Francia) donde realizó los informes: "Influencia de factores antropogénicos en suelos agrícolas y otras plantas" y "Cartas de una evaluación ecológica y su valor práctico".

- En 1998, en el XVI Congreso Internacional de la Sociedad de Suelos, los científicos son seleccionados como miembros vitalicios de la Sociedad Internacional de Suelos.

- En 1999, en Dusambé (Tayikistán) habla en la Conferencia Internacional sobre "Problemas de diagnóstico de plantas agrícolas de alimentos", y: "Influencia de los factores ecológicos en la acumulación de elementos alimenticios en una alfalfa en las condiciones de Azerbaiyán".

- De 1999 a 2006, dio conferencias sobre el tema: "Ecología y reformas agrarias" en la Academia Estatal de Administración Pública bajo la Presidencia de la República de Azerbaiyán.

- En 2000, en la ciudad de Suzdal (Rusia) realiza un informe en el III Congreso de Sociedad de Científicos  del Suelo V. Dokuchayev sobre el tema: "La condición ecológica de las áreas mineras y la posibilidad de su mejora".

- Desde 2000, realizó un informe en el Congreso Internacional "Energía, Ecología, Economía" sobre el tema "Una evaluación de la influencia de los suelos petropolucionados en el ambiente de Bakú.

- Desde 2001: miembro de pleno derecho de la "Academia Internacional Noosfera".

- Desde 2001: miembro pleno de la Academia Rusa de Ecología.

- Desde 2001: miembro del Consejo Asesor de la Alta Comisión de Atestación del Presidente de la República de Azerbaiyán. En el mismo año es seleccionado Presidente de la Sociedad de científicos del suelo de Azerbaiyán.

- En 2001: elegido miembro corresponsal de la Academia Nacional de Ciencias de Azerbaiyán; y, miembro extranjero de la Academia Rusa de Ciencias Naturales.

- De 2002 a 2005: Presidente de la Comisión Estatal de Examen de la Facultad de Geografía y Biología de la Universidad Estatal de Bakú.

- 2003: desarrolla el reporte "Geodesia en Azerbaiyán y un estado actual, problemas y perspectivas de desarrollo de la cartografía" en la IIª Conferencia científico-práctica "Perspectivas del desarrollo de la cartografía y la geodesia en Azerbaiyán", Bakú.

- 2003: desarrolla el reporte "Aspectos metódicos de una evaluación bioecológica de la fertilidad de los suelos de Azerbaiyán" en la Conferencia internacional científico-práctica "Logros y problemas modernos de una ciencia agraria en el campo de la cría de animales y plantas", Barnaul, Rusia.

- 2003: desarrolla el reporte "Nivel moderno de desarrollo del sistema nacional de cartografía en la República de Azerbaiyán" en la Conferencia científico-práctica "Cartografía nacional", Kiev, Ucrania.

- Desde 2004 es nombrado miembro del consejo de la Enciclopedia Nacional por el presidente de la República de Azerbaiyán, el Sr. I. Aliyev.

- 2004: desarrolla el reporte "Un nivel moderno de desarrollo de Cartas de suelo digitales en Azerbaiyán" en el IVº Congreso de la Sociedad de científicos del suelo Dokuchayev" de tierras propiedad nacional de Rusia, Moscú.

- 2004: actuación en el Consejo Interestatal en la XXIº Sesión de geodesia, cartografía, catastro y investigación a distancia de la Tierra, Bakú.

- Desde el año 2004 hasta el 2015. Por el Decreto N.º 474 del Sr. Presidente Ilham Aliyev es nombrado para el cargo de Presidente del Comité Estatal de Tierras y Cartografía de la República de Azerbaiyán.

- Desde 2005 hasta hoy, jefe de Departamento de Ciencias del Suelo de la Facultad de Biología de Universidad Estatal de Bakú.

- Desde 2007: miembro de la Academia Nacional de Ciencias de Azerbaiyán.

- Desde 2010: nombrado Miembro del Consejo Republicano para la Organización y Coordinación de Investigaciones Científicas (RCOCSR), y también Presidente del Consejo de Problemas para las Ciencias Ecológicas en el RCOCSR.

- Desde 2011, con el Decreto del Presidente de la República de Azerbaiyán, el Sr. Ilham Aliyev es nombrado secretario responsable de la Comisión Estatal para la formación del "Atlas Nacional de Azerbaiyán".

- Desde 2011, copresidente de la Federación de Sociedades de Ciencias del Suelo de Eurasia.

- Desde 2012, miembro honorable de la Sociedad de Ciencia del Suelo de Moldavia.

- En 2012, sobre la base de los resultados de la encuesta realizada entre los encuestados organizados por el Centro Eurasiático de Investigación de Opinión fue galardonado por el Premio nacional "Kizil Kure" ("Balón de Oro") por la aplicación de las reformas agrarias y el uso racional de los recursos de tierras en la República.

- En 2012, participó en una conferencia cartográfica internacional organizada por Naciones Unidas "Asia y el océano Pacífico" y seleccionado uno de los once miembros del Comité Regional del Consejo Ejecutivo de la ONU para el manejo de la información geospacial para Asia y el océano Pacífico.

- En 2012, participó en "El Caspio: Tecnologías para el ambiente" en la III Exposición ambiental internacional.

- En 2012, organizó la XXXIVº sesión del Consejo Interestatal de la CEI para cuestiones de coordinación, geodesia, cartografía, catastro y promoción de tierra en lugares remotos, en Bakú, Azerbaiyán.

- En 2013, participó en el Segundo Foro de Alto Nivel de Gestión de la Información Geoespacial de las Naciones Unidas.

- En 2013, participó en la Asamblea General Extraordinaria de "EuroGeographics" Yevle y Estocolmo, Suecia.

- En 2013 participó en el 20° Comité Directivo Internacional para la Cartografía Global.

- En 2013 participó en las reuniones del Proyecto de Hermanamiento, Cambridge, Inglaterra.

## Obra
Mammadov es autor de más de 400 trabajos científicos, 21 monografías y libros, 20 recomendaciones metódicas y folletos, mapas de tierras y evaluación ecológica de tierras de Azerbaiyán, así como el autor de numerosos estudios científicos sobre catastro de tierras, modelo de fertilidad ecológica de tierras , evaluación ecológica de tierras, valoración de tierras, monitoreo de calidad ecológica de tierras, fundador del concepto de estudio de problemas ecológicos de la República de Azerbaiyán. La solución científica de los problemas en la evaluación económica (monetaria) de las tierras que es de gran importancia en la implementación de las reformas agrarias pertenece a Mammadov.
Desde 1994, ocupó el cargo de Director del Instituto de Ciencias del Suelo y Agroquímica de la Academia de Ciencias de Azerbaiyán. Él es también presidente de la Sociedad de Científicos de Suelos de Azerbaiyán. Desde 2001, Mammadov es miembro asociado de la Academia Nacional de Ciencias de Azerbaiyán, académico de la Academia Internacional de Ecología y Energía, miembro de la Academia de Ecología de Rusia, miembro de pleno derecho de la Academia Internacional Noosfer, miembro de pleno derecho de la Academia de Ciencias de Rusia; desde el 10 de mayo de 2002 es académico de la Academia Internacional de Ciencias.

### Principales avances científicos[1]
- . Estudios y cartografía de la cobertura terrestre de la República de Azerbaiyán.

- . Clasificación de tierras de Azerbaiyán por sistema WRB.

- . Se han establecido modelos ecológicos de fertilidad de las tierras de Azerbaiyán.

- . El potencial de bioinmunidad (BIP) se ha utilizado como punto de referencia para la evaluación de las tierras.

- . La estructura de la cubierta terrestre (TES) ha sido explorada en la República de Azerbaiyán.

- . Evaluación ambiental de las regiones catastrales terrestres de Azerbaiyán.

- . Evaluación cualitativa (bonificación) de las tierras se ha llevado a cabo en la República de Azerbaiyán.
- . Evaluación ecológica de las tierras de la República de Azerbaiyán.

- . Conceptos ecológicos del suelo y su sistema de estudio, problemas y soluciones.

- . Problemas ecoturísticos de los suelos y sus soluciones.

- . Monitoreo ecológico de las tierras de Azerbaiyán.

- . Gestión de datos espaciales y administración de tierras.

- . Preparó y publicó el Atlas Nacional de la República de Azerbaiyán como editor responsable.

- . Preparó y publicó el "Atlas ecológico de la República de Azerbaiyán".

- . Preparó y publicó "El Atlas de la Tierra de la República de Azerbaiyán".

## Honores

### Membresías
- Desde 1993: de la Academia Internacional de Ecoturismo.

- Desde 1998: presidente del Fondo Ecológico nombrado en honor al académico H. Aliyev.

- 1998: elegido como miembro vitalicio de la Sociedad en el 16.º Congreso de la Sociedad Mundial de Ciencias del Suelo en Francia.

- Desde 2000: miembro activo de la Academia Internacional de Noosfera

- Desde 2000: académico de la Academia Rusa de Ecología (Moscú).

- Desde 2001: del Consejo de Expertos de la Comisión Superior de Atestación bajo el presidente de la República de Azerbaiyán.

- Desde 2001: académico de la Academia Rusa de Ciencias Naturales (Moscú).

- Desde 2001: académico de la Academia Internacional de Ciencias (Austria).

- Desde 2002: académico de la Academia Internacional de Ecoturismo (Bakú).

- En 2011: copresidente de la Federación Euroasiática de Científicos del Suelo.

- En 2012: elegido miembro Honorario de la Sociedad Científica de Suelos de Moldavia.

- En 2012: elegido uno de los once miembros del Comité Ejecutivo del Comité Regional de Naciones Unidas para la Gestión de la Información Geoespacial para Asia y el Pacífico; en la Conferencia Internacional de la Gestión de Naciones Unidas sobre Asia y el Pacífico.

### Galardones
- 1983: Medalla V.V. Dokucháyev;[3]

- 1987: "Medalla de Plata" del Ministerio de Agricultura y Alimentación de la URSS;

- 1999: Premio del Centro Cultural Estadounidense de Azerbaiyán;

- 2001: Medalla Heydar Aliyev, Medalla de la Academia Rusa de Ciencias.[4]